# Thaj
Thaj (ثاج) est un site archéologique d'Arabie saoudite situé au nord-est de Riyad, à 90 km de la côte du Golfe persique, au lieu-dit Darb Al-Kanhari, peut-être Gerrha (Uqair). 

## Historique
Sa construction est postérieure aux conquêtes d'Alexandre le Grand (330 av. J.-C.).
Le site a fait l'objet de quelques études archéologiques par des équipes saoudiennes (Saudi Commission for Tourism and National Heritage) qui ont permis, notamment, la découverte d'une sépulture d'enfant contenant un riche mobilier funéraire (masque et gant en or, divers bijoux, statuette type gréco-romaine...). Grâce à la typologie des objets retrouvés, une datation est proposée aux Ier – IIe siècles.
Le Musée du Louvre accueille en 2010 l'exposition Route d'Arabie où les riches objets funéraires de Thaj étaient exposés.

## Description
Thaj est le plus grand site pré-islamique connu sur la rive arabe du Golfe. Ce site antique se compose d'une grande ville fortifiée, de faubourgs et d'une vaste nécropole de plus d'un millier de tombes.